# Pako Seribe
Pako Seribe (Gaborone, 7 aprile 1991) è un velocista botswano.

## Palmarès
| Anno | Manifestazione               | Sede        | Evento      | Risultato  | Prestazione | Note             |
| ---- | ---------------------------- | ----------- | ----------- | ---------- | ----------- | ---------------- |
| 2007 | Mondiali allievi             | Ostrava     | 400 m piani | Semifinale | 48"31       |                  |
| 2007 | Campionati africani juniores | Ouagadougou | 400 m piani | Bronzo     | 47"44       |                  |
| 2008 | Mondiali juniores            | Bydgoszcz   | 4×400 m     | Batteria   | 3'11"08     |                  |
| 2009 | Campionati africani juniores | Bambous     | 400 m piani | Oro        | 46"56       |                  |
| 2009 | Campionati africani juniores | Bambous     | 4×400 m     | Bronzo     | 3'15"08     |                  |
| 2010 | Mondiali indoor              | Doha        | 4×400 m     | dq         | dq          |                  |
| 2010 | Mondiali juniores            | Moncton     | 400 m piani | 8º         | 48"07       |                  |
| 2010 | Mondiali juniores            | Moncton     | 4×400 m     | 7º         | 3'10"74     |                  |
| 2010 | Campionati africani          | Nairobi     | 4×400 m     | Argento    | 3'05"16     |                  |
| 2011 | Mondiali                     | Taegu       | 400 m piani | Batteria   | 46"97       |                  |
| 2011 | Giochi panafricani           | Maputo      | 400 m piani | 8º         | 46"88       |                  |
| 2012 | Mondiali indoor              | Istanbul    | 4×400 m     | Batteria   | 3'13"21     |                  |
| 2012 | Campionati africani          | Porto-Novo  | 400 m piani | Semifinale | dnf         |                  |
| 2013 | Mondiali                     | Mosca       | 4×400 m     | Batteria   | 305"74      |                  |
| 2014 | Giochi del Commonwealth      | Glasgow     | 400 m piani | Semifinale | 47"43       |                  |
| 2014 | Campionati africani          | Marrakech   | 400 m piani | 6º         | 45"50       |                  |
| 2014 | Campionati africani          | Marrakech   | 4x400 m     | Oro        | 3'01"89     | Record nazionale |
| 2015 | Giochi panafricani           | Brazzaville | 200 m piani | Batteria   | 21"34       |                  |
| 2015 | Giochi panafricani           | Brazzaville | 4×400 m     | Batteria   | 3'05"55     |                  |
| 2018 | Giochi del Commonwealth      | Gold Coast  | 200 m piani | Batteria   | dnf         |                  |